# 백마 타고 휘파람 불고
《백마 타고 휘파람 불고》(영어: Career Opportunities)는 미국에서 제작된 1991년 로맨틱 코미디 영화이다. 브라이언 고든이 연출하고, 존 휴스가 각본과 제작을 맡았다. 프랭크 훼일리의 첫 주연작이며, 제니퍼 코널리가 공동 주연으로 출연하였다. 
조지아주 애틀랜타 외곽에 있는 타깃 코퍼레이션 매장이 배경이며, 매장에서 야간 관리인으로 일하는 청년이 주인공이다.

## 줄거리
21살 짐은 타깃에서 야간 청소부로 일하게 된다. 출근 첫날 상사인 관리부장은 업무 종료 시각인 다음 날 아침 7시까지 짐을 매장 내에 가둬버린다.
매장 안을 홀로 활개치며 일을 하던 짐 앞에 좀도둑질을 하려고 했다가 탈의실 안에서 잠이 들고 만 부잣집 미인 조지가 나타난다. 둘은 대화를 나누다가 공감대가 형성되어 감정이 싹트고, 자신을 학대하는 아버지에게서 달아나려는 중인 조지는 짐에게 자신과 함께 가자고 한다.
곧 범죄자 네스터와 길이 매장 안에 침입해 둘을 인질로 삼는다. 조지는 네스터를 유혹하며 매장을 턴 뒤에 자신을 데려가달라고 구슬린다. 그러나 이는 조지의 속임수였고, 조지는 네스터와 길이 훔친 물건을 차에 담는 사이에 운전석에 올라타 차를 몰고 도망쳐버린다.
짐은 주차장에 남겨진 네스터와 길을 다시 매장 안으로 유인하고, 관리부장의 사물함에 있던 산탄총으로 위협해 사로잡는다.
다음 날 아침 보안관이 묶여있는 네스터와 길을 발견한다. 짐과 조지는 할리우드 수영장에서 함께 느긋하게 휴식을 즐긴다.

## 출연
- 프랭크 훼일리 - 짐 도지 역
- 제니퍼 코널리 - 조지 매클렐런 역
- 더멋 멀로니 - 네스터 파일 역
- 키런 멀로니 - 길 키니 역
- 존 M. 잭슨 - 버드 도지 역
- 제니 오하라 - 도티 도지 역
- 배리 코빈 - 돈 경관 역
- 윌리엄 포사이스 - 건물 관리인 역
- 존 캔디 - C.D. 마시 역

## 기타 제작진
- 미술: 폴 실버트
- 의상: 베치 콕스